# Euphorbia leptoclada
Euphorbia leptoclada är en törelväxtart som beskrevs av Isaac Bayley Balfour. Euphorbia leptoclada ingår i släktet törlar, och familjen törelväxter. IUCN kategoriserar arten globalt som otillräckligt studerad.
Artens utbredningsområde är Socotra. Inga underarter finns listade i Catalogue of Life.